# Liste des cardinaux créés par Clément XI
Le pape Clément XI a créé 70 cardinaux dans 15 consistoires :

## Créé le 17 décembre 1703
- Francesco Pignatelli  Italie

## Créés le 17 mai 1706
- Francesco Martelli  Italie
- Gianalberto Badoardo  Italie
- Lorenzo Casoni  Italie
- Lorenzo Corsini  Italie (qui deviendra le pape Clément XII)
- Lorenzo Fieschi  Italie
- Francesco Acquaviva d’Aragona  Italie
- Tommaso Ruffo  Italie
- Orazio Filippo Spada  Italie
- Philippe-Antoine Gualterio  Italie
- Giuseppe Vallemani  Italie
- Ágost Keresztély  Allemagne
- Rannuzio Pallavicino  Italie
- Giandomenico Paracciani  Italie
- Alessandro Caprara  Italie
- Joseph-Emmanuel de La Trémoille  France
- Gabriele Filippucci  Italie
- Carlo Agostino Fabroni  Italie
- Carlo Colonna  Italie
- Pietro Priuli  Italie
- Nicola Grimaldi  Italie

## Créé le 7 juin 1706
- Michelangelo Conti  Italie (qui deviendra le pape Innocent XIII)

## Créé le1eraoût 1707
- Charles Thomas Maillard de Tournon  Italie

## Créés le 15 avril 1709
- Ulisse Giuseppe Gozzadini  Italie
- Antonio Francesco Sanvitale  Italie

## Créé le 23 décembre 1711
- Annibale Albani  Italie

## Créés le 18 mai 1712
- Lodovico Pico della Mirandola  Italie
- Gianantonio Davia  Italie
- Agostino Cusani  Italie
- Giulio Piazza  Italie
- Antonfelice Zondadari  Italie
- Manuel Arias y Porres  Espagne
- Giovanni Battista Bussi  Italie
- Pier Marcellino Corradini  Italie
- Benito de Sala y de Caramany  Espagne
- Armand Gaston Maximilien de Rohan de Soubise  France
- Nuno da Cunha e Ataíde  Portugal
- Wolfgang Hannibal von Schrattenbach  Autriche
- Luigi Priuli  Italie
- Giuseppe Maria Tomasi di Lampedusa Theat.  Italie
- Giovanni Battista Tolomei SJ  Italie
- Francesco Maria Casini O.F.M.Cap.  Italie
- Curzio Origo  Italie
- Melchior de Polignac  France

## Créés le 30 janvier 1713
- Benedetto Odescalchi-Erba  Italie
- Damien de Schönborn-Buchheim  Allemagne

## Créé le 6 mai 1715
- Fabio Olivieri  Italie

## Créé le 29 mai 1715
- Henri-Pons de Thiard de Bissy  France
- Innico Caracciolo  Italie
- Bernardino Scotti  Italie
- Carlo Maria Marini  Italie

## Créés le 16 décembre 1715
- Niccolò Caracciolo  Italie
- Giovanni Patrizi  Italie
- Ferdinando Nuzzi  Italie
- Nicolò Spinola  Italie

## Créé le 15 mai 1717
- Giberto Borromeo  Italie

## Créés le 12 juillet 1717
- Giulio Alberoni  Italie
- Imre Csáky  Hongrie

## Créés le 29 novembre 1719
- Léon Potier de Gesvres  France
- François de Mailly  France
- Giorgio Spinola  Italie
- Cornelio Bentivoglio  Italie
- Thomas-Philippe d’Hénin-Létard d’Alsace-Boussut de Chimay  Belgique
- Giovanni Francesco Barbarigo  Italie
- Luis Antonio Belluga y Moncada CO  Espagne
- José Pereira de Lacerda  Portugal
- Michael Friedrich von Althann  Bohême
- Giovanni Battista Salerni SJ  Italie

## Créés le 30 septembre 1720
- Carlos de Borja y Centellas  Espagne
- Juan Álvaro Cienfuegos Villazón SJ  Espagne

### Source
- Charles Berton et Jacques-Paul Migne, Dictionnaire des cardinaux : contenant des notions générales sur le cardinalat, Paris, Jacques-Paul Migne, 1857, 1824 p. (lire en ligne) La Liste des Cardinaux créés par Clément XI est page 1786.